# Isola di Cerboli
L'Isola di Cèrboli, in latino Cerbania, è un isolotto dell'arcipelago toscano situato nel canale di Piombino, e appartenente al comune di Rio. Nel XIII secolo è ricordata (Annali del Caffaro) come «...insulam qua Cervi dicitur...» e Cerbulo.

## Descrizione
Si trova a est dell'estremità nord-orientale dell'Isola d'Elba e a sud di Piombino, quasi all'imbocco del golfo di Follonica. Nel 1108 vi fu edificata una torre dalla Repubblica di Pisa, riedificata dagli Appiano nel 1567. Durante il XIII secolo sull'isola venivano prelevati i falchi pellegrini annualmente devoluti all'Arcivescovado di Pisa, insieme a grandi quantità di «...cultellos de palma...» realizzati con le palme nane che all'epoca vi abbondavano. Il profilo dell'isolotto appare modificato a causa di una cava di calcare aperta nel 1927 per approvvigionare lo stabilimento siderurgico ILVA di Piombino; sul versante sudoccidentale si apre una grotta ricca di stalagmiti che si estende per circa 25 metri. L'isolotto di Cerboli è stato di proprietà dello scrittore Carlo Cassola. Il 25 maggio 2020, il giovane tedesco Nasim Bitzer ha acquistato tutte le quote della società J.Livingston srl dell’imprenditore Franco Giusti (proprietaria dell'isola), diventandone socio unico ed amministratore. Bitzer ha acquistato l’isola perché ha uno spirito ambientalista e appassionato di birdwatching. Una svolta ecologista per Cerboli, una nuova opportunità di conservazione e protezione. Sull'isolotto si trova un'unica stazione superstite di palma nana. Per il contesto ambientale in cui si trova, Cerboli è stata classificata tra i Siti di Interesse Comunitario assieme alla vicina Isola di Palmaiola, rispetto alla quale sorge a sud-est. Fa anche parte del Parco nazionale dell'Arcipelago Toscano.

## Endemismi
- Podarcis siculus ssp. cerbolensis (Lucertola di Cerboli)